# Reading FC
Reading FC is een Engelse voetbalclub, opgericht in 1871 en uitkomend in de League One. De club speelt sinds 1998 zijn thuiswedstrijden in het Madejski Stadium in Reading.

## Geschiedenis
Toen de club in 1871 werd opgericht, stond het bekend als de Biscuitmen, vanwege de grote werkgelegenheid in die sector, maar in de jaren zeventig van de 20e eeuw werd de bijnaam veranderd naar de Royals.
Reading werd toegelaten in de derde divisie van de Football League in 1920 en hebben daar het grootste deel van hun bestaan doorgebracht, hoewel het van tijd tot tijd ook uitkwam in de tweede en vierde divisie. Ze hadden voor 2006 nog nooit op het hoogste niveau gespeeld. In het seizoen 1994/95 verloren ze een play-off finale tegen Bolton Wanderers, waardoor ze ruim tien jaar lang de enige club waren uit de tweede of derde divisie, die tweede werd en toch niet promoveerde. Dit kwam doordat de Premier League dat jaar het aantal clubs reduceerde. In seizoen 2002/03 kwamen ze nog een keer in de buurt van promotie. Ze eindigden als vierde, maar verloren in de halve finale van de play-offs tegen Wolverhampton Wanderers.
Readings beste seizoen in de FA Cup was het seizoen 1926/27, toen ze van de uiteindelijke winnaars Cardiff City verloren in de halve finale. Ook in het seizoen 2014/2015 lukte het Reading de halve finale te bereiken, maar verloren ze na een verlenging van de uiteindelijke winnaars Arsenal . In de League Cup kwamen ze nooit verder dan de kwartfinale in het seizoen 1995/96 en 1997/98.
Op 25 maart 2006 wist de club, met nog zes speelronden te gaan, voor het eerst promotie af te dwingen naar de Premier League, de hoogste klasse van het Engelse voetbal. Hoewel algemeen gezien als een kandidaat voor degradatie, draaide de club het hele seizoen mee in de bovenste helft van de competitie en werd uiteindelijk achtste. Het volgende seizoen streed de club tegen degradatie en eindigde op de achttiende plaats en had evenveel punten als Fulham, maar degradeerde evenzeer. Het volgende seizoen probeerde de club meteen terug te keren en plaatste zich voor de play-off om promotie, maar verloor daar van Burnley.
In het seizoen 2011/2012 promoveerde Reading weer terug naar de Premier League, de achterstand van West Ham United was te groot om Reading nog in te halen. Op 11 maart 2013 besloot Reading om trainer Brian McDermott te ontslaan. Opvallend feit is dat hij 33 dagen eerder nog tot Manager van de Maand werd uitgeroepen door de Premier League. Dit mocht echter niet baten, Reading degradeerde na één jaar in de hoogste afdeling te hebben gespeeld alweer naar de Championship.
In het seizoen 2016/2017 eindigde Reading in de competitie als derde, waarna de ploeg onder leiding van hoofdcoach Jaap Stam aan mocht treden in de play-offs promotie/degradatie. In de finale moest het elftal van de Nederlandse trainer na het nemen van strafschoppen zijn meerdere erkennen in Huddersfield Town. De stand na de verlenging was 0-0. Door de nederlaag greep Reading naast een megabonus van ruim 200 miljoen euro aan tv-gelden.
In het daaropvolgende seizoen (2017/18) stelde Reading zwaar teleur. Trainer-coach Jaap Stam werd ontslagen op 21 maart 2018. In de laatste negentien competitiewedstrijden had de club slechts één keer gewonnen. Daardoor kwam de degradatiestreep in het Championship dicht in de buurt. Hij werd opgevolgd door Paul Clement, die in december 2017 op zijn beurt was ontslagen bij Swansea City.
In 2023 degradeerde Reading naar de League One.

## Erelijst
- Full Members Cup

Winnaar: 1988
- Football League Second Division

Winnaar: 1994
- Football League Third Division

Winnaar: 1986
- Football League Fourth Division

Winnaar: 1979
- Football League Championship

Winnaar: 2006, 2012

## Eindklasseringen vanaf 1946/47
- 1947 9e
Third Division North / South
- 1948 10e
Third Division North / South
- 1949 2e
Third Division North / South
- 1950 10e
Third Division North / South
- 1951 3e
Third Division North / South
- 1952 2e
Third Division North / South
- 1953 11e
Third Division North / South
- 1954 8e
Third Division North / South
- 1955 18e
Third Division North / South
- 1956 17e
Third Division North / South
- 1957 13e
Third Division North / South
- 1958 5e
Third Division North / South
- 1959 6e
Third Division
- 1960 11e
Third Division
- 1961 18e
Third Division
- 1962 7e
Third Division
- 1963 20e
Third Division
- 1964 6e
Third Division
- 1965 13e
Third Division
- 1966 8e
Third Division
- 1967 4e
Third Division
- 1968 5e
Third Division
- 1969 14e
Third Division
- 1970 8e
Third Division
- 1971 21e
Third Division
- 1972 16e
Fourth Division
- 1973 7e
Fourth Division
- 1974 6e
Fourth Division
- 1975 7e
Fourth Division
- 1976 3e
Fourth Division
- 1977 21e
Third Division
- 1978 8e
Fourth Division
- 1979 1e
Fourth Division
- 1980 7e
Third Division
- 1981 10e
Third Division
- 1982 12e
Third Division
- 1983 21e
Third Division
- 1984 3e
Fourth Division
- 1985 9e
Fourth Division
- 1986 1e
Third Division
- 1987 13e
Second Division
- 1988 22e
Second Division
- 1989 18e
Third Division
- 1990 10e
Third Division
- 1991 15e
Third Division
- 1992 12e
Third Division
- 1993 8e
Third Division
- 1994 1e
Third Division
- 1995 2e
Second Division
- 1996 19e
Second Division
- 1997 18e
Second Division
- 1998 24e
Second Division
- 1999 11e
Third Division
- 2000 10e
Third Division
- 2001 3e
Third Division
- 2002 2e
Third Division
- 2003 4e
Second Division
- 2004 9e
Second Division
- 2005 7e
Championship
- 2006 1e
Championship
- 2007 8e
Premier League
- 2008 18e
Premier League
- 2009 4e
Championship
- 2010 9e
Championship
- 2011 5e
Championship
- 2012 1e
Championship
- 2013 19e
Premier League
- 2014 7e
Championship
- 2015 19e
Championship
- 2016 17e
Championship
- 2017 3e
Championship
- 2018 20e
Championship
- 2019 20e
Championship
- 2020 14e
Championship
- 2021 7e
Championship
- 2022 21e
Championship
- 2023 22e
Championship
- 2024 17e
League One
- 2025 7e
League One

- Second Division
- Third Division
- Fourth Division
- Premier League
- Championship
- League One

ⓘ In 1992 invoering van de Premier League en opheffing van de Fourth Division; in 2004 opheffing van de First, Second en Third Division.

## Seizoensresultaten
| Seizoen | №   | Clubs | Divisie         | Duels | W  | G  | V  | DS    | P   | Speler van het Jaar |
| ------- | --- | ----- | --------------- | ----- | -- | -- | -- | ----- | --- | ------------------- |
| 1980–81 | 10  | 24    | Third Division  | 46    | 18 | 10 | 18 | 62–65 | 46  | Steve Hetzke        |
| 1981–82 | 12  | 24    | Third Division  | 46    | 17 | 11 | 18 | 67–75 | 62  | Jerry Williams      |
| 1982–83 | 21  | 24    | Third Division  | 46    | 12 | 17 | 17 | 64–79 | 53  | Steve Richardson    |
| 1983–84 | 3   | 24    | Fourth Division | 46    | 22 | 16 | 8  | 84–56 | 82  | Steve Richardson    |
| 1984–85 | 9   | 24    | Third Division  | 46    | 19 | 12 | 15 | 68–62 | 69  | Steve Wood          |
| 1985–86 | 1   | 24    | Third Division  | 46    | 29 | 7  | 10 | 67–51 | 94  | Steve Wood          |
| 1986–87 | 13  | 22    | Second Division | 42    | 14 | 11 | 17 | 52–59 | 53  | Kevin Bremner       |
| 1987–88 | 22  | 23    | Second Division | 44    | 10 | 12 | 22 | 44–70 | 42  | Steve Francis       |
| 1988–89 | 18  | 24    | Third Division  | 46    | 15 | 11 | 20 | 68–72 | 56  | Trevor Senior       |
| 1989–90 | 10  | 24    | Third Division  | 46    | 15 | 19 | 12 | 57–53 | 64  | Martin Hicks        |
| 1990–91 | 15  | 24    | Third Division  | 46    | 17 | 8  | 21 | 53–66 | 59  | Keith McPherson     |
| 1991–92 | 12  | 24    | Third Division  | 46    | 16 | 13 | 17 | 59–62 | 61  | Mick Gooding        |
| 1992–93 | 8   | 24    | Second Division | 46    | 18 | 15 | 13 | 66–51 | 69  | Mick Gooding        |
| 1993–94 | 1   | 24    | Second Division | 46    | 26 | 11 | 9  | 81–44 | 89  | Dylan Kerr          |
| 1994–95 | 2   | 24    | First Division  | 46    | 23 | 10 | 13 | 58–44 | 79  | Shaka Hislop        |
| 1995–96 | 19  | 24    | First Division  | 46    | 13 | 17 | 16 | 54–63 | 56  | Mick Gooding        |
| 1996–97 | 18  | 24    | First Division  | 46    | 15 | 12 | 19 | 58–67 | 57  | Trevor Morley       |
| 1997–98 | 24  | 24    | First Division  | 46    | 11 | 9  | 26 | 39–78 | 42  | Phil Parkinson      |
| 1998–99 | 11  | 24    | Second Division | 46    | 16 | 13 | 17 | 54–63 | 61  | Phil Parkinson      |
| 1999–00 | 10  | 24    | Second Division | 46    | 16 | 14 | 16 | 57–63 | 62  | Darren Caskey       |
| 2000–01 | 3   | 24    | Second Division | 46    | 25 | 11 | 10 | 86–52 | 86  | Martin Butler       |
| 2001–02 | 2   | 24    | Second Division | 46    | 23 | 15 | 8  | 70–43 | 84  | Graeme Murty        |
| 2002–03 | 4   | 24    | First Division  | 46    | 25 | 4  | 17 | 61–46 | 79  | James Harper        |
| 2003–04 | 9   | 24    | First Division  | 46    | 20 | 10 | 16 | 55–57 | 70  | Graeme Murty        |
| 2004–05 | 7   | 24    | Championship    | 46    | 19 | 13 | 14 | 51–44 | 70  | Dave Kitson         |
| 2005–06 | 1   | 24    | Championship    | 46    | 31 | 13 | 2  | 99–32 | 106 | Kevin Doyle         |
| 2006–07 | 8   | 20    | Premier League  | 38    | 16 | 7  | 15 | 52–47 | 55  | Ivar Ingimarsson    |
| 2007–08 | 18' | 20    | Premier League  | 38    | 10 | 6  | 22 | 41–66 | 36  | Stephen Hunt        |
| 2008–09 | 4   | 24    | Championship    | 46    | 21 | 14 | 11 | 72–40 | 77  | Chris Armstrong     |
| 2009–10 | 9   | 24    | Championship    | 46    | 17 | 12 | 17 | 68–63 | 63  | Gylfi Sigurdsson    |
| 2010–11 | 5   | 24    | Championship    | 46    | 20 | 17 | 9  | 77–51 | 77  | Shane Long          |
| 2011–12 | 1   | 24    | Championship    | 46    | 27 | 8  | 11 | 69–41 | 89  | Alex Pearce         |
| 2012–13 | 19  | 20    | Premier League  | 38    | 6  | 10 | 22 | 43–73 | 28  | Adam Le Fondre      |
| 2013–14 | 7   | 24    | Championship    | 46    | 19 | 14 | 13 | 70–56 | 71  | Jordan Obita        |
| 2014–15 | 19  | 24    | Championship    | 46    | 13 | 11 | 22 | 48–69 | 50  | Adam Federici       |
| 2015–16 | 17  | 24    | Championship    | 46    | 13 | 13 | 20 | 52–59 | 52  | Ali Al-Habsi        |
| 2016–17 | 3   | 24    | Championship    | 46    | 26 | 7  | 13 | 68–64 | 85  | Ali Al-Habsi        |
| 2017–18 | 20  | 24    | Championship    | 46    | 10 | 14 | 22 | 48–70 | 44  | Liam Moore          |
| 2018–19 | 20  | 24    | Championship    | 46    | 10 | 17 | 19 | 49–66 | 47  | Andy Rinomhota      |
| 2019–20 | 14  | 24    | Championship    | 46    | 15 | 11 | 20 | 59–58 | 56  | Rafael Cabral       |
| 2020–21 | 7   | 24    | Championship    | 46    | 19 | 13 | 14 | 62-54 | 70  | Josh Laurent        |
| 2021–22 | 21  | 24    | Championship    | 46    | 13 | 8  | 25 | 54-87 | 41  |                     |
| 2022–23 | 22  | 24    | Championship    | 46    | 13 | 11 | 22 | 46-68 | 44  |                     |
| 2023–24 | 17  | 24    | League One      | 46    | 16 | 11 | 19 | 68-70 | 53  |                     |
| 2024–25 | 7   | 24    | League One      | 46    | 21 | 12 | 13 | 68-57 | 75  |                     |

## Bekende (oud-)spelers
- Nathan Aké
- Leandro Bacuna
- Ryan Bertrand
- Roy Beerens
- Joey van den Berg
- Ronnie Blackman
- Steve Death
- Kerry Dixon
- Royston Drenthe
- Adam Federici
- Les Ferdinand
- Adam le Fondre
- Robin Friday
- Michael Gilkes
- Shaun Goater
- Martin Hicks
- Shaka Hislop
- Ray Houghton
- Martin Keown
- Dave Kitson
- Elroy Kromheer
- Peter van der Kwaak
- Kevin Lisbie
- Adrian Mariappa
- Jimmy Quinn
- Jason Roberts
- Trevor Senior
- Matthew Upson
- Dariusz Wdowczyk
- Neil Webb

## Trainer-coaches
| Van        | Tot        | Naam                     | D | W | G | V |
| ---------- | ---------- | ------------------------ | - | - | - | - |
| 22.12.2018 | ..         | José Manuel Gomes        |   |   |   |   |
| 06.12.2018 | 22.12.2018 | Scott Marshall (interim) |   |   |   |   |
| 23.03.2018 | 06.12.2018 | Paul Clement             |   |   |   |   |
| 01.07.2016 | 21.03.2018 | Jaap Stam                |   |   |   |   |
| 17.12.2015 | 30.06.2016 | Brian McDermott          |   |   |   |   |
| 10.12.2015 | 16.12.2015 | Martin Kuhl              |   |   |   |   |
| 16.12.2014 | 30.06.2015 | Steve Clarke             |   |   |   |   |
| 26.03.2013 | 15.12.2014 | Nigel Adkins             |   |   |   |   |
| 15.03.2013 | 17.03.2013 | Eamonn Dolan (interim)   |   |   |   |   |
| 17.12.2009 | 11.03.2013 | Brian McDermott          |   |   |   |   |
| 01.07.2009 | 17.12.2009 | Brendan Rodgers          |   |   |   |   |
| 09.10.2003 | 13.05.2009 | Steve Coppell            |   |   |   |   |
| 10.09.2003 | 03.10.2003 | Kevin Dillon             |   |   |   |   |
| 13.10.1999 | 10.09.2003 | Alan Pardew              |   |   |   |   |
| 18.03.1998 | 25.03.1998 | Alan Pardew              |   |   |   |   |
| 10.05.1991 | 13.12.1994 | Mark McGhee              |   |   |   |   |
| 01.07.1989 | 30.06.1991 | Ian Porterfield          |   |   |   |   |
| 01.07.1977 | 30.06.1984 | Maurice Evans            |   |   |   |   |
| 01.07.1972 | 30.06.1977 | Charlie Hurley           |   |   |   |   |
| 01.07.1963 | 30.06.1968 | Roy Bentley              |   |   |   |   |
| 01.07.1947 | 30.06.1952 | Ted Drake                |   |   |   |   |
| 01.07.1931 | 30.06.1935 | Joe Smith                |   |   |   |   |

## Trivia
- Reading is de houder van het Engelse record van meeste opeenvolgende overwinningen vanaf het begin van het seizoen. In 1985/86 won de club dertien wedstrijden op rij.
- In 1979 wist keeper Steve Death 1103 minuten zijn goal leeg te houden, en dit is ook een Engels record.
- In het seizoen 2005/06 behaalde Reading 106 punten in The Championship, een nieuw record. Het vorige record stond met 105 punten op naam van Sunderland AFC.
- Reading werd op 31 mei 2012 overgenomen door de Russische multimiljonair: Anton Zingarevich.